# MTV Video Music Awards Japan 2008
Die MTV Video Music Awards Japan 2008 wurden am 31. Mai 2008 in der Saitama Super Arena, Saitama verliehen. Die Moderation übernahm Cyril Takayama. Es handelte sich um die siebte Verleihung der MTV Video Music Awards Japan.

## Auftritte
- Ayaka – Okaeri
- Exile – 24 karats-type EX
- Fergie – Big Girls Don’t Cry
- Mariah Carey – I'll Be Lovin' U Long Time
- Nelly and Fergie – Party People
- Orange Range – O2
- Simple Plan – When I’m Gone

### Roter Teppich
- Colbie Caillat
- Flo Rida
- Miliyah Kato
- W-inds

## Gewinner und Nominierte
| Video of the Year | Best Male Video |
| --- | --- |
| Exile – I Believe - Mr. Children – Irodori - Rihanna featuring Jay-Z – Umbrella - Tokyo Incidents – OSCA - Kanye West – Stronger                                                       | Ne-Yo – Because of You - Chris Brown featuring T-Pain – Kiss Kiss - Ken Hirai – Fake Star - Tamio Okuda – Mugen no Kaze - Seamo – Cry Baby |
| Best Female Video | Best Group Video |
| Fergie – Big Girls Don't Cry - Alicia Keys – No One - Kumi Koda – Ai no Uta - Mika Nakashima – Life - Ai Otsuka – Peach                                                                | M-Flo Loves Emi Hinouchi, Ryohei, Emyli, Yoshika and Lisa – Love Comes and Goes - Maroon 5 – Makes Me Wonder - Mr. Children – Irodori - Rip Slyme – I.N.G - Sum 41 – Underclass Hero                                                                                          |
| Best New Artist | Best Rock |
| Motohiro Hata – Uroko - Erika – Free - Mika – Grace Kelly - Satomi Takasugi – Tabibito - Amy Winehouse – Rehab                                                                         | Radwimps – Order Made - 9mm Parabellum Bullet – Discommunication - Foo Fighters – The Pretender - L'Arc-en-Ciel – Seventh Heaven - Linkin Park – What I've Done |
| Best Pop Video | Best R&B Video |
| Avril Lavigne – Girlfriend - Fergie – Clumsy - M-Flo Loves Emi Hinouchi, Ryohei, Emyli, Yoshika and Lisa – Love Comes and Goes - Ai Otsuka – Peach - Yui – Love & Truth                | Namie Amuro – Hide & Seek - AI – I'll Remember You - Mary J. Blige featuring Lil Mama – Just Fine - Chris Brown featuring T-Pain – Kiss Kiss - Miliyah Kato featuring Wakadanna – Lalala                                                                                      |
| Best Hip-Hop Video | Best Dance Video |
| Soulja Boy – Crank That - 50 Cent featuring Justin Timberlake and Timbaland – Ayo Technology (She Wants It) - Kreva – Strong Style - Kanye West – Stronger - T.I. – Big Things Poppin’ | The Chemical Brothers – Do It Again - Denki Groove – Shounen Young - Justice – D.A.N.C.E. - Shinichi Osawa – Our Song (A Lonely Girl Ver.) - Ryukyudisko featuring Beat Crusaders – Nice Day                                                                                  |
| Album of the Year | Best Video from a Film |
| Exile – Exile Love - Ketsumeishi – Ketsunopolice 5 - Kumi Koda – Kingdom - Avril Lavigne – The Best Damn Thing - Ne-Yo – Because of You                                                | Hikaru Utada – Beautiful World (aus Evangelion: 1.11 – You Are (Not) Alone.) - Ketsumeishi – Deai no Kakera (aus Kage Hinata ni Saku) - Linkin Park – What I’ve Done (aus Transformers) - Snow Patrol – Signal Fire (aus Spider-Man 3) - Yui – Love & Truth (aus Closed Note) |
| Best Reggae Video | Best Collaboration |
| Shōnan no Kaze – Suirenka - Fire Ball – Place in your Heart - Sean Kingston – Beautiful Girls - Mavado – Dreaming - Pushim – Hey Boy                                                   | Kumi Koda featuring TVXQ – Last Angel - Beyoncé and Shakira – Beautiful Liar - Yuna Ito x Celine Dion – A World to Believe In - Toshinobu Kubota meets Kreva – M☆A☆G☆I☆C - Timbaland featuring The Hives – Throw It On Me                                                     |
| Best Karaokee! Song | Red Hot Award |
| Exile – Toki no Kakera - Avril Lavigne – Girlfriend - Mika Nakashima – Life - Ne-Yo – Because of You - Shōnan no Kaze – Suireka                                                        | Infinity 16 - Funky Monkey Babys - Megumi - Satomi Takasugi - Foxxi MisQ |
| Best Buzz Asia: Japan | Best Buzz Asia: Südkorea |
| Ai – I'll Remember You - AAA – Mirage - Double – Spring Love - Micro – Hana Uta - DJ Ozma – Tokyo Boogie Back                                                                          | Cherry Filter – Feel It - Clazziquai – Robotica - JYP – Kiss - Leessang – Ballerino - T – Did You Forget |
| Best Buzz Asia: Taiwan | |
| Andy Lau – One - Eason Chan – Long time no see - Jay Chou – Cowboy On The Run - Wang Leehom – Falling Leaf Returns to Root - Sodagreen – Incomparable Beauty                           | |

### Special Awards
MTV Video Vanguard Award
Mariah Carey

### MTV Rock The World Award
Takeshi Kobayashi and Kazutoshi Sakurai